# هانریوت اچ‌دی.۱۴
هانریوت اچ‌دی. ۱۴ (به انگلیسی: Hanriot_HD.14) یک هواگرد ملخ‌پیشین تک‌موتوره از نوع هواگرد آموزشی ساخت شرکت Hanriot, میتسوبیشی است. هواگرد هانریوت اچ‌دی. ۱۴ نخستین پروازش را در ۱۹۲۰ میلادی انجام داد. در مجموع، تعداد ۲۱۰۰ فروند از این هواگرد ساخته شده‌است.